# Great Harwood
Great Harwood is een plaats en civil parish in het bestuurlijke gebied Hyndburn, in het Engelse graafschap Lancashire met 11.217 inwoners.

## Geboren
- Matt Derbyshire (1986), profvoetballer